# Annona dolabripetala
Annona dolabripetala är en kirimojaväxtart som beskrevs av Giuseppe Raddi. Annona dolabripetala ingår i släktet annonor, och familjen kirimojaväxter. Inga underarter finns listade i Catalogue of Life.